# Nicht schon wieder allein zu Haus
Nicht schon wieder allein zu Haus (Originaltitel: Home Sweet Home Alone) ist eine US-amerikanische Filmkomödie, die am 12. November 2021 bei Disney+ Premiere hatte. Es handelt sich um eine Fortsetzung  des Films Kevin – Allein zu Haus von 1990, die wie eine Neuverfilmung dessen aufgebaut ist.

## Handlung
Jeff und Pam McKenzie versuchen, ihr Haus zu verkaufen, weil Jeff seinen Job verloren hat und Pams Gehalt nicht ausreicht. Während einer Hausbesichtigung kommen Max Mercer und seine Mutter Carol vorbei, um eine Toilette zu benutzen. Während eines Gesprächs zwischen Max und Jeff sehen sie eine Kiste mit alten Puppen, darunter eine deformierte Puppe mit einem auf dem Kopf stehenden Gesicht. Carol stellt fest, dass diese verformte Puppe gut verkauft werden kann und bemerkt dann, dass sie verschwunden ist. Als Max und Carol nach Hause zurückkehren, bereitet sich die ganze Familie auf die Abreise nach Tokio vor. Carol reist früher ab als der Rest der Familie. Max, der von dem ganzen Stress genervt ist, beschließt, sich im Auto zu verstecken, das in der Garage steht, und dort Videos zu schauen. Allerdings schläft er ein. Als Max am nächsten Morgen aufwacht, stellt er fest, dass seine ganze Familie verschwunden ist, was er zu seiner Belustigung nutzt, aber auf Dauer auch langweilig wird. Jeff glaubt, dass Max die missgebildete Puppe gestohlen hat, also versuchen Jeff und Pam, in das Mercer-Haus einzubrechen. Max versucht, sie zu verscheuchen, indem er die Polizei ruft. Als Officer Buzz McCallister eintrifft, gelingt es Pam, ihn abzulenken. Max wird klar, dass seine Eltern verhaftet werden könnten, wenn McCallister herausfindet, dass er allein zu Hause ist. Als Carol erfährt, dass Max allein zu Hause geblieben ist, kauft sie ein Ticket für die Rückfahrt. Als die McKenzies in die Kirche gehen, treffen sie den Immobilienmakler Gavin Washington, der ihnen sagt, dass sie einen Käufer haben, sich aber bis Ende des Jahres entscheiden müssen, was sie sehr unter Druck setzt. Als sie Max in der Kirche mit einer älteren Frau sehen, die Jeff und Pam für Max’ Großmutter halten, beschließen sie, ins Auto zu springen und zu Max’ Haus zu fahren. Als Max mitbekommt, was Jeff und Pam im hinteren Teil des Hauses planen, verkleidet sich Jeff als Weihnachtsmann, um Max auszutricksen. Max stellt viele Fallen im Haus auf, auf die Jeff und Pam hereinfallen. Als Max sie mit sich reden lässt, stellt sich heraus, dass Max sie nicht gestohlen hat, sondern nur eine Dose Limonade. Sie klären das Missverständnis auf und Max darf bei den McKenzies wohnen, bis seine Mutter zurückkommt. Als sie der Familie die ganze Situation erklären, stellt sich heraus, dass Ollie die Puppe gestohlen hat und es geschafft hat, sie sicher zurückzuholen, damit die McKenzies bleiben können. Ein Jahr später haben sich die Mercers und die McKenzies bei einem gemeinsamen Weihnachtsessen wieder versöhnt.

## Synchronisation
Die deutsche Synchronfassung entstand bei der Interopa Film in Berlin nach einem Dialogbuch und unter der Dialogregie von Berenice Weichert.
| Rolle                 | Schauspieler    | Deutscher Synchronsprecher |
| --------------------- | --------------- | -------------------------- |
| Max Mercer            | Archie Yates    | Kian Weichert              |
| Abby McKenzie         | Katie Beth Hall | Clara Drews                |
| Ärgerlicher Passagier | Marty Adams     | Stefan Bräuler             |
| Buzz McCallister      | Devin Ratray    | Tommy Morgenstern          |
| Carol Mercer          | Aisling Bea     | Katrin Zimmermann          |
| Chris McKenzie        | Max Ivutin      | Leander Steinhoff          |
| Gavin Washington      | Kenan Thompson  | Julien Haggège             |
| Hunter McKenzie       | Timothy Simons  | Armin Schlagwein           |
| Jeff McKenzie         | Rob Delaney     | Peter Flechtner            |
| Katie Mercer          | Maddie Holliday | Zalina Sanchez Decke       |
| Mike Mercer           | Andrew Daly     | Jörg Pintsch               |
| Onkel Blake           | Pete Holmes     | Marius Clarén              |
| Pam McKenzie          | Ellie Kemper    | Marie Bierstedt            |

## Produktion
Am 6. August 2019 kündigte Disney-CEO Bob Iger an, dass ein neuer Teil der „Home Alone“-Franchise mit dem Titel „Home Alone“ in Entwicklung sei und auf dem Streaming-Dienst Disney+ Premiere haben wird. Im Oktober desselben Jahres war Dan Mazer in Verhandlungen getreten, um bei dem Film Regie zu führen, dessen Drehbuch von Mikey Day und Streeter Seidell mitverfasst wurde. Hutch Parker und Dan Wilson würden als Produzenten handeln.
Im Dezember 2019 wurden Archie Yates, Rob Delaney und Ellie Kemper als Co-Stars des Films bekannt gegeben. Im Juli 2020 wurde berichtet, dass Ally Maki, Kenan Thompson, Chris Parnell, Aisling Bea, Pete Holmes, Timothy Simons und Mikey Day der Besetzung beigetreten waren. Im April 2020 wurde berichtet, dass Macaulay Culkin, der in den ersten beiden Filmen Kevin McCallister spielte, einen Cameo-Auftritt haben werde. Culkin gab im Oktober 2021 bekannt, dass er nicht im Film mitspiele. Im August 2021 wurde bekannt gegeben, dass Devin Ratray, der Buzz McCallister in den ersten beiden Filmen spielte, ebenfalls auftreten werde.
Die Dreharbeiten begannen im Februar 2020 in Kanada. Im März desselben Jahres wurden die Dreharbeiten aufgrund der COVID-19-Pandemie und der weltweiten Einschränkungen der Industrie unterbrochen. Im November 2020 gab Disney bekannt, dass bei allen Filmen, die aufgrund des Coronavirus verschoben worden waren, die Dreharbeiten wieder aufgenommen und in einigen Fällen auch abgeschlossen worden waren.